# Myxexoristops hertingi
Myxexoristops hertingi là một loài ruồi trong họ Tachinidae.